# Ластон-Нджема
Ла́стон-Ндже́ма (англ. Laston Njema) — традиційна громада у складі дистрикту Муландже Південного регіону Малаві.
Населення — 91742 особи (2018).